# 挾間町下市
挾間町下市（はさままちしもいち）とは、大分県由布市内の大字。郵便番号は879-5504。

## 地理
由布市の東部に位置し、大分川の北岸に位置する。旧挾間町中心部北方の住宅街をなす。下市、挾間、医大ヶ丘3丁目、古野、赤野、大分市東野台、大分市野田、大分市平横瀬、大分市鬼崎と接する。大分川を挟んで挾間町鬼崎と接する。

## 歴史
- 1954年10月1日 - 大分郡挾間村・谷村・石城川村・由布川村が合併し、挾間村が成立。
- 1955年4月1日 - 町制施行し、挾間町となる。（大分郡挾間町大字下市）
- 2005年10月1日 - 挾間町・庄内町・湯布院町で新設合併、市政施行で由布市が成立。大字表記および、小字、「番地の」の「の」が廃止される。（由布市挾間町下市）[3]。
- 2020年7月7日 - 令和2年7月豪雨で大分川が越流し、浸水する[4]。

## 小・中学校の学区
市立小・中学校に通う場合、学区は以下の通りとなる。
| 町名       | 小学校             | 中学校             |
| ---------- | ------------------ | ------------------ |
| 挾間町下市 | 由布市立挾間小学校 | 由布市立挾間中学校 |

## 交通

### バス
大分バス・由布市コミュニティバスが運行している。

### 道路
- 国道210号
- 大分県道51号別府挾間線
- 大分県道207号大分挾間線

## 施設
- 天神橋